# Bijeonggyujik teuksu-yo-won
Bijeonggyujik teuksu-yo-won (비정규직 특수요원?, 非正規職 特殊要員?; lett. "Forze speciali di polizia temporanee"), conosciuto anche con il titolo internazionale in lingua inglese Part-Time Spy, è un film del 2017 scritto e diretto da Kim Deok-su.

## Trama
Jang Young-shil lavora presso l'Agenzia di sicurezza nazionale e le viene dato l'incarico di recuperare del denaro rubato; si reca così presso un centro chiamate nel quale vengono eseguite quotidianamente numerose truffe, e nel quale lavora sotto copertura l'introversa e diffidente poliziotta Na Jung-an. Per il raggiungimento della missione, le due decidono di collaborare, creando un forte legame di amicizia.

## Distribuzione
In Corea del Sud, la pellicola è stata distribuita a partire dal 16 marzo 2017 da Storm Pictures.